# Демократична юніоністська партія
Демократична юніоністська партія (англ. Democratic Unionist Party) — політична партія, яка діє в Північній Ірландії. Виступає за збереження Ольстера у складі Великої Британії. Перемогла на парламентських виборах 3 березня 2017 року (28 з 90 місць у парламенті Північної Ірландії).

## Історія
Партія була заснована в 1971 Іаном Пейслі і Десмондом Бойлом на основі створеної Пейслі раніше Протестантської юніоністської партії. Пейслі став першим лідером партії і довгий час був її «обличчям». У 70-ті партія виступала із жорсткою позицією у боротьбі з ірландськими збройними угрупованнями, у той час як більша і відоміша Ольстерська (Офіційна) юніоністська партія займала більш помірковану позицію. У той же час, ДЮП дистанціювалася і від радикальних лоялістських організацій.
у 1979 Пейслі був обраний в Європарламент і постійно переобирався аж до виборів 2004 року. В 2004-05 партія також мала один депутатський мандат в Палаті громад не з Північної Ірландії — ним став екс-консерватор Ендрю Гантер від округу Бейсінгсток в Гемпширі.
Партія спочатку була проти підписання угоди страсної п'ятниці в 1998, але після схвалення угоди на референдумі пом'якшила свою позицію. В даний час партія бере участь в роботі Асамблеї Північної Ірландії, де займає третину депутатських місць (36 з 108). 8 травня 2007 Іан Пейслі став Першим міністром Північної Ірландії.
31 травня 2008 Іан Пейслі, якому було вже 82 роки, пішов з поста голови партії, зберігши місце в Палаті громад до нових виборів. 5 червня 2008 пішов у відставку з поста Першого міністра Північної Ірландії. На обох посадах його змінив Пітер Робінсон.

## Результати на виборах

### Вибори до Палати громад

ДЮП (червоним кольором) на виборах до Палати громад у 1997, 2001, 2005 і 2010 роках

| Рік                                  | Голосів                 | Місць                   | Δ                       | Уряд |
| Вибори до Палати громад              | Вибори до Палати громад | Вибори до Палати громад | Вибори до Палати громад |      |
| ------------------------------------ | ----------------------- | ----------------------- | ----------------------- | ---- |
| Лютий 1974                           | 58656                   | 1                       | ▬                       | ні   |
| жовтень 1974                         | 59451                   | 1                       | ▬                       | ні   |
| 1979                                 | 70795                   | 3                       | ▲ 2                     |      |
| 1983                                 | 152 749                 | 3                       | ▬                       |      |
| 1987                                 | 85642                   | 3                       | ▬                       |      |
| 1992                                 | 103 096                 | 3                       | ▬                       |      |
| 1997                                 | 107 348                 | 2                       | ▼ 1                     |      |
| 2001                                 | 181 999                 | 5                       | ▲ 3                     |      |
| 2005                                 | 241 856                 | 9                       | ▲ 4                     |      |
| 2010                                 | 168 216                 | 8                       | ▼ 1                     |      |
| Вибори в Асамблею Північної Ірландії |                         |                         |                         |      |
| 1998                                 | 145 917                 | 20                      |                         |      |
| 2003                                 | 177 944                 | 30                      | ▲ 10                    |      |
| 2007                                 | 207 721                 | 36                      | ▲ 6                     |      |
| Вибори в Європарламент               |                         |                         |                         |      |
| 1979                                 | 170 688                 | 1                       |                         |      |
| 1984                                 | 230 251                 | 1                       | ▬                       |      |
| 1989                                 | 160 110                 | 1                       | ▬                       |      |
| 1994                                 | 163 246                 | 1                       | ▬                       |      |
| 1999                                 | 192 762                 | 1                       | ▬                       |      |
| 2004                                 | 175 761                 | 1                       | ▬                       |      |
| 2009                                 | 88346                   | 1                       | ▬                       |      |